# Collegium Marianum w Pelplinie
Collegium Marianum, Liceum Katolickie im. Jana Pawła II – niepubliczna uczelnia katolicka z siedzibą przy al. Cystersów 2 w Pelplinie, zarządzana przez diecezję pelplińską.

## Historia
Uczelnie utworzono w 1836 r. jako szkołę katedralną, która miała wychowywać ministrantów i śpiewaków na potrzeby nowej (przeniesionej w 1824 r. z Chełmży) siedziby biskupiej w Pelplinie. Otwarcie pod nazwą „Szkoła Tumska i Śpiewacza” nastąpiło 6 kwietnia 1836 r. w budynku dawnej karczmy klasztornej, nadbudowanej w l. 1840–1841. Liczba uczniów rosła od 6 w 1836 r. do 128 w 1858 r. W 1864 r. szkoła została przekształcona w progimnazjum, i od tego czasu nosiła nazwę „Collegium Marianum”. Na siedzibę szkoły wraz z internatem zaadaptowano jedno ze skrzydeł klasztoru pocysterskiego, które rozbudowano w l. 1858–1860. Była to wówczas jedyna na Pomorzu (w Prusach Zachodnich) szkoła, w której panowała prawdziwie polska atmosfera. Była to zasługa zarówno kadry profesorskiej, jak i uczniów, którzy pochodzili głównie z Kociewia, z ziemi chełmińskiej i lubawskiej, z Kaszub, Borów Tucholskich, Krajny, a także z Gdańska i z Warmii. Grono wychowawców, najczęściej duchownych, łączyło pracę dydaktyczną z naukową. Profesorami Collegium Marianum byli wówczas m.in. księża Juliusz Pobłocki, Józef Mazurowski, Ignacy Ograbiszewski, Ignacy Zieliński, Jakub Fankidejski, Jan Zieliński, Romuald Frydrychowicz i Stanisław Kujot.
Po odzyskaniu niepodległości przez Polskę, Collegium Marianum uzyskało uprawnienia państwowej szkoły średniej i w 1927 r. przekształciło się w „pełne” gimnazjum (pierwsza matura odbyła się 27 czerwca 1929). W 1934 r. zbudowano nowoczesną salę gimnastyczną. W 1939 r. szkoła została zamknięta przez okupanta, większość profesorów wymordowano, a w jej budynku umieszczono niemiecką szkołę policyjną.
Po II wojnie światowej, dzięki staraniom biskupa Andrzeja Wronki, 1 lutego 1946 r. reaktywowano szkołę jako „Prywatne Gimnazjum i Liceum Koedukacyjne Stolicy Biskupiej w Pelplinie”. Od 1948 r. klasy szkolne przeniesiono do nowszego budynku na Okoniewie w Pelplinie. W 1951 r. szkołę tę upaństwowiono a jej budynek przejęło państwo. Tymczasem w historycznym gmachu zlokalizowano, powołane 1 kwietnia 1950 r., niższe seminarium duchowne „Collegium Marianum”. Kształciło ono chłopców w zakresie gimnazjalnych klas VIII-XI. Decyzją władz komunistycznych 10 sierpnia 1961 r. szkoła ta została zamknięta, a następnie 5 grudnia 1964 r. budynek Collegium Marianum został odebrany właścicielom i przeznaczony na siedzibę zakładu dla dzieci upośledzonych umysłowo. Po wieloletnich zabiegach kurii diecezjalnej, 28 października 1988 r. przywrócono tytuł własności diecezji chełmińskiej. Po przeniesieniu podopiecznych w inne miejsca, budynek został zwrócony władzom diecezjalnym w 1993 r. (protokolarnie w dniu 1 września, jednak klucze zostały przekazane przez wojewodę gdańskiego Macieja Płażyńskiego w dniu 16 września).
W 1997 r. przystąpiono do odbudowy, a po jej zakończeniu, 2 września 2000 r. dokonano otwarcia reaktywowanego Collegium Marianum. 6 czerwca 2006 w 170-lecie szkoły biskup Jan Bernard Szlaga nadał jej imię Jana Pawła II.
Dnia 1 września 2008 r. dyrektorem szkoły został mianowany ks. Andrzej Szopiński. Od roku szkolnego 2013/2014 nowym dyrektorem był ks. Arkadiusz Ćwikliński. W roku szkolnym 2018/2019 dyrektorem uczelni został ks. dr Wiesław Szuca.

## Znani absolwenci
- ks. Edward Blericq (1895–1946) – wikariusz generalny archidiecezji gnieźnieńskiej w czasie II wojny światowej.
- ks. Feliks Bolt (1864–1940) – polski działacz spółdzielczy, polityk.
- Jan Brejski (1863–1934) – dziennikarz, wydawca, działacz niepodległościowy, poseł na Sejm Ustawodawczy, wojewoda pomorski.
- bp Bernard Dembek (1878–1937) – biskup pomocniczy diecezji łomżyńskiej, działacz niepodległościowy, filomata pomorski.
- bp Konstantyn Dominik (1870–1942) – biskup pomocniczy chełmiński.
- prof. dr hab. Franciszek Grucza (1937–) – profesor zwyczajny, germanista, glottodydaktyk, członek rzeczywisty Polskiej Akademii Nauk.
- ks. Bronisław Komorowski (1889–1940) – błogosławiony kościoła katolickiego.
- ks. Stanisław Kujot (1845–1914) – historyk, działacz społeczny, długoletni prezes Towarzystwa Naukowego w Toruniu.
- Stefan Łaszewski (1862–1924) – prawnik, działacz niepodległościowy, filomata pomorski, pierwszy wojewoda pomorski.
- ks. Alojzy Majewski (1869–1947) – założyciel pallotynów na ziemiach polskich.
- Marian Mokwa (1889–1987) – malarz, podróżnik, działacz społeczny, uczęszczał do szkoły w latach 1901–1903.
- ks. prof. dr hab. Anastazy Nadolny (1937–) – historyk kościoła, wykładowca akademicki, Honorowy Obywatel Gminy Rybno.
- Albin Nowicki (1881–1972) – nauczyciel, poliglota, kronikarz, poseł na Sejm w latach 1919–1922 i 1922–1927.
- Mieczysław Piechowski – polski dziennikarz i działacz patriotyczny, uczęszczał do szkoły w latach 1886–1890.
- ks. Franciszek Rogaczewski (1892–1940) – błogosławiony kościoła katolickiego.
- Ludwik Rydygier (1850–1920) – polski chirurg, pierwszy na świecie dokonał resekcji żołądka.
- ks. Franciszek Sawicki (1877–1952) – filozof, wykładowca w Seminarium Duchownym w Pelplinie.
- Wacław Szczeblewski (1888–1965) – artysta malarz.
- Egon Tkaczyk (1886–1973) – nauczyciel i działacz społeczny, pierwszy powojenny dyrektor Collegium Marianum.